# 康福
康福（885年—942年），是五代十国后唐、后晋的武将，蔚州（今河北蔚县）人，世为本州军校。
后唐庄宗看康福是胡人而且长得福态，命他为马坊使，在相州牧马。鄴都之變，明宗李嗣源被迫造反时，康福献马数千匹。明宗即位后，以他为飞龙使、磁州刺史。康福和李嗣源常常用胡语交谈。枢密使安重诲很讨厌康福。
天成四年（929年），朔方军列校李宾作乱。节度使韩澄向朝廷请求由朝廷任命节度使，安重诲推荐康福担任朔方节度使。康福认为是安重诲陷害他，向李嗣源哭诉。李嗣源让康福领兵一万人赴灵州，击败在西北的吐蕃部落。康福在朔方三年，农业丰收，马匹充沛。安重诲却说，康福有异志。李嗣源没有怀疑他。之后，历任彰义节度使、静难节度使（又稱邠宁节度使，驻邠州）检校太傅。清泰年间，移镇雄武节度使（驻秦州），加特进、开国侯，充西面都部署。
石敬瑭建立后晋，加康福检校太尉、开国公。又加同平章事。移镇河中节度使，加兼侍中。入朝改赐输忠守正翊亮功臣，加开府仪同三司，增食邑至五千户，实封五百户。天福七年（942年）秋，在京师开封去世，年五十八。赠太师，谥号武安。

## 佚事
康福在秦州天水时生病，见幕僚时，裹着锦衾（被子）相见，幕僚说：“锦衾烂兮！（被子烂了）”康福很生气，说：“我虽生于塞下，也是唐人，哪能是烂奚呢！”又一个幕僚姓骆，祖先随后唐懿祖朱邪执宜来自涼州金山府。康福对大家说：“骆评事官小，门第高，是真沙陀也。”大家窃笑。

## 延伸阅读
[在维基数据编辑]
 《舊五代史/卷91》，出自薛居正《舊五代史》
 《新五代史·卷46》，出自歐陽修《新五代史》